# Вестморланд (Калифорнија)
Вестморланд (енгл. Westmorland) град је у америчкој савезној држави Калифорнија. По попису становништва из 2010. у њему је живело 2.225 становника.

## Демографија
Према попису становништва из 2010. у граду је живело 2.225 становника, што је 94 (4,4%) становника више него 2000. године.
| Група             | 2000.         | 2010.         |
| Белци             | 345 (16,2%)   | 249 (11,2%)   |
| Афроамериканци    | 22 (1,0%)     | 21 (0,9%)     |
| Азијати           | 7 (0,3%)      | 11 (0,5%)     |
| Хиспаноамериканци | 1.752 (82,2%) | 1.938 (87,1%) |
| Укупно            | 2.131         | 2.225         |